# Dvorska (Czechy)
Dvorska (niem. Maxdorf) – miejska i katastralna części Brna, o powierzchni 223,48 ha. Leży na terenie gminy katastralnej Brno-Tuřany.